# Găneasa (Ilfov)
Găneasa è un comune della Romania di 4 408 abitanti, ubicato nel distretto di Ilfov, nella regione storica della Muntenia. 
Il comune è formato dall'unione di 5 villaggi: Cozieni, Găneasa, Moara Domnească, Piteasca, Șindrilița.